# Deadsoul Tribe
Дедсоул Трајб (енгл. Deadsoul Tribe) је аустријска прогресив метал група коју је основао Девон Грејвз (познат и као Бади Леки).

## Биографија
Дедсоул трајб је 2000. године формирао Девон Грејвз након што је 1997. напустио певачко место у прогресив метал групи Сајкотик Волц, са којима је наступао под именом Бади Леки. Као разлог напуштања претходне групе, навео је да се осећа као „најслабија карика бенда“.
У својој новој групи, Грејвз се појављује као главни текстописац, водећи вокал и гитариста. Такође је продуцент свих издања групе. Остатак бенда чине Адел Мустафа на бубњевима, Роланд Ивенц на басу и Роланд „Ролц“ Кершбаумер, који се придружио групи 2002. године као додатни гитариста. Звук бенда одликују племенски ритмови, мрачна атмосфера и неуобичајени временски потписи. Такође, на бројним песмама Девон Грејвз наступа свирајући флауту, инструмент који је научио да свира по угледу на лидера групе Џетро Тал, Ијана Ендерсона.

## Дискографија
- (2002)
- (2003)
- (2004)
- (2005)
- (2007)

## Састав

### Садашњи чланови
- Девон Грејвз - вокали, гитаре, клавијатуре, флаута (2000 - данас)
- Адел Мустафа - бубњеви (2000 - данас)
- Роланд Ивенц - бас-гитара (2000 - данас)
- Роланд Кершбаумер - гитара (2002 - данас)

### Бивши чланови
- Фолкер Вилчко - гитара (2000 - 2004)